# Parnassiafamilie
De parnassiafamilie (Parnassiaceae) is een plantenfamilie. De familie komt vooral voor in koude tot gematigde streken van het noordelijk halfrond.
In Nederland komt de parnassia (Parnassia palustris) voor.
De familie zal uit één of twee geslachten bestaan: Parnassia (wereldwijd zo'n 50 soorten) en Lepuropetalon (met slechts één soort).
In het Cronquist-systeem (1981) waren deze geslachten in de steenbreekfamilie (Saxifragaceae) ondergebracht.